# Радна етика
Радна етика је скуп ставова и понашања заснованих на вредности рада. Особа која поседује радну етику има одговоран однос према раду, добре радне навике, као и уверење да је рад сам по себи добар и користан за развој појединца и заједнице. 
Сем тога, радна етика спада у основне вештине и обухвата одговорност и самоиницијативност. 

## Историја

### Протестантизам
Радна етика се углавном везује за протестантизам. У свом знаменитом делу Протестантска етика и дух капитализма, социолог Макс Вебер објашњава појаву капитализма учењима Лутера и Калвина. По њима, рад није само обавеза, већ и основно средство напретка заједнице и спасења човека. Овакво схватање је изнедрило нарочит скуп вредности познат као протестантска радна етика. 
У том смислу верска реформа јесте начинила промену, али не и прекретницу у историји света како се понекад може чути. Радна етика се јавља независно од протестантизма у читавом низу култура.

### Заједнички хришћански корени
Стављањем нагласка на рад, протестантизам се није удаљио од изворног хришћанства. Сам Исус Христос провео је највећи део свог земаљског живота у раду, помажући Јосифу у столарским пословима. Следећи његов пример, хришћани цене рад: 
- Св. апостол Павле: „Ако неко неће да ради, нека и не једе.“
- Св. Бенедикт : „Ради и моли се.“
- Св. Игнације Лојола: „Моли се као да све зависи од Бога. Ради као да све зависи од тебе.“
- Св. владика Николај Велимировић: „Лењиве руке брзо запосли ђаво, а вредне ангел. У овоме свету непрестаног покрета и непрестаних промена човек хтео нехтео мора бити запослен, било добрим било злим деловањем. Лењив човек у ствари није незапослен: он је вредни посленик ђавола. Лењо тело и лења душа најподеснија је њива за ђаволско орање и сејање. Антоније Велики вели: „тело треба укроћавати и утомљавати дугим трудом." А Јефрем Сирин учи: „учи се радити, да се не би учио просити!" И сви други Свети Оци, без изузетка, говоре о неопходности труда за спасење душе човекове. А пример непрестаног и напрегнутог труда, духовног и телесног, дају нам и апостоли и сви светитељи. Да лењивац лењошћу не продужује живот на земљи него га скраћује, јасно је доказано дуговечношћу многих светитеља, највећих трудбеника међу трудбеницима у свету.“

### Стара Грчка и Рим
Робовласничка друштва Грчке и Рима углавном се узимају као пример цивилизација у којима је рад био презрен и сматран недостојним слободног човека. Пажљивија анализа показује да таква тврдња пружа сувише упрошћену слику античке стварности: 
- Хесиод: „Није рад срамота, већ лењост.“
- Хесиод: „Ако желиш богатство, послушај ме и ради, налажући посао на посао.“
- Сократ: „Ниједан рад није срамота.“
- Перикле: „Није срамота признати да си сиромашан, срамота је не борити се против сиромаштва радом.“
- Софокле: „Успех зависи од труда.“
- Еурипид: „Велики труд, велики напредак.“
- Хорације: „Смртницима живот не пружа ништа без великог и упорног рада.“

### Ислам
Вук Караџић у свом Речнику, под одредницом „дембел“ пружа занимљиво сведочанство о поштовању лењости у Отоманској Турској. Данашња Турска уме да покаже сасвим другачији однос према раду, поштујући притом ислам: 
- Мухамед: „Ради за овај свет као да ћеш вечно живети, и ради за онај као да ћеш сутра умрети.“

### Далеки исток
Културе које су изван јудео-хришћанске цивилизације такође могу да поседују врло развијену радну етику, попут Јапана, а у последње време и осталих азијских тигрова. Занимљиво је да су неке од њих због своје контемплативности и заједништва (насупрот компетитивности и индивидуализму) дуго биле сматране нарочито неподесним за развој добре радне етике. Велики економски успеси оповргли су ово мишљење и открили своје корене управо у радној етици својственој овим култутрама. 
- Буда: „Лењивац иде кратким путем у смрт а вредан иде путем живота.“
- Конфучије: „Када радиш за друге, ради тако посвећено као да радиш за себе.“

### Радна етика у Србији
У време транзиције, након кризе деведесетих и деценија комунизма, тешко је дати поуздане податке о вредносном систему српског друштва. Многи примери међутим говоре у прилог чињеници да је радна етика чинила саставни део српског идентитета у протеклим вековима:
- Св. Сава, Житије св. Симеона Немање: „Божјом помоћу и својим трудом то све стече.“
- Баталака, А. Л., Живот и прикљученија Карађорђа: „Одвећ штедљив у времену, а од природе дјејатељан будући, није никад седио безпослен.“
- Његош, Горски Вијенац: „Прегаоцу Бог даје махове.“
- Српска пословица: Нема леба без мотике.
- Српска пословица: Ко ради не боји се глади.
- Српска пословица: Што можеш данас, не остављај за сутра!